# Ілюзія індички
Ілюзія індички - цей термін походить з поведінкової економіки та описує так званий ризико-інтелект. Вражаючі переломи тенденцій, які стають передбачувані, якщо знати причини або типові умови для цього тренду. Саме це ілюструє ілюзія індички.
Щодня індичку годують та піклуються про неї, поки не заріжуть. Напередодні смерті ймовірність того, що наступного дня її знову нагодують і піклуватимуться, найбільша з точки зору індички. Тому що з кожним годуванням її впевненість та довіра в тому, що з нею нічого не трапиться, зростає.
Однак у День подяки її вбиває саме та людина, яка доглядала за нею. 
Вбивство стає повною несподіванкою для індички, яка, висловлюючись антропоморфною мовою, "просто екстраполює тенденцію" і "не усвідомлює, що насувається її перелом".
Щоб виявити цей "перелом тенденції", індичці потрібно було з'ясувати його причини. Тоді вона знала б про справжню мотивацію людини, яка щодня її годує. Креативність і здатність змінювати точку зору необхідні для того, щоб мислити нестандартно і залишити позаду звичні або перевірені шаблони мислення. Але індичка не може це зробити, тому що не володіє достатньою кількістю інформації. 
Цю ситуацію з індичкою можна порівняти з виникненням біржового краху. Хоча інвестори знають про можливість виникнення економічної бульбашки з подальшим обвалом цін, вони можуть захопитися та осліпнути від загальної ейфорії.

## Дивитися також
- Евристика
- Когнітивне упередження
- Список когнітивних упереджень
- Теорія чорного лебедя

## Вебпосилання
- Der Spiegel 12/2013 [Архівовано 13 серпня 2020 у Wayback Machine.]
- ManagerSeminare, випуск 182, травень 2013 р [Архівовано 20 травня 2021 у Wayback Machine.]